# Tetronarce
Tetronarce — род скатов семейства гнюсовых отряда электрических скатов. Это хрящевые рыбы, ведущие донный образ жизни, с крупными, уплощёнными грудными и брюшными плавниками, образующими почти круглый диск, коротким и толстым мускулистым хвостом, двумя спинными плавниками и хорошо развитым хвостовым плавником. Подобно прочим представителям своего семейства способны генерировать электрический ток.

## Внешний вид и строение
Род Tetronarce отличается от рода Torpedo, второго рода электрических скатов, равномерной, в большинстве случаев темной окраской без каких-либо рисунков. В большинстве случаев они черноватого, серого, коричневатого или темно-фиолетового цвета. Некоторые виды имеют малозаметные темные пятна. Брюшная сторона беловатая, часто с темной каймой вдоль грудных и брюшных плавников. Диск тела примерно круглый, мягкий и дряблый. Спина и брюхо лишены чешуи, без зубчиков и шипов. Спереди диск тела тупой, один ростральный хрящ отсутствует или редуцирован. Хвост короткий, толстый, четко отделен от диска тела. По обоим нижним краям хвоста проходит узкая складка кожи. Глаза нормально развиты, но маленькие. Брызгальца маленькие, косые и, в отличие от Torpedo, имеют гладкие края без сосочков. Ноздри относительно крупные, скошенные и расположены ближе ко рту, чем к переднему краю диска тела. Рот широкий и изогнутый. В верхней челюсти от 18 до 66 зубов, а в нижней от 19 до 61. Зубы мелкие, однородные, имеют плоские основания и выступающие кончики, поэтому они не плоские и пластинчатые, как у многих других электрических скатов. Жаберные щели маленькие, первая и пятая немного меньше третьей и четвертой. Электрические органы бобовидной формы, их длина составляет около половины длины диска тела. Видны сквозь кожу. Брюшные плавники округлые и не разделены на переднюю и заднюю доли. Два спинных плавника от округлой до треугольной формы, расположенные близко друг к другу, относительно большие: первый значительно больше второго. Хвостовой плавник большой, значительно больше спинного, примерно такого же размера, как брюшные плавники, или немного больше. Он имеет примерно треугольную или весловидную форму и состоит только из верхней доли, нижняя отсутствует. Эти скаты имеют от 95 до 97 позвонков. Спиральный клапан в кишечнике имеет от 9 до 14 оборотов. Самый крупный вид, чёрный гнюс, достигает максимальной длины 1,8 м.

## Распространение
Большинство видов обитают на континентальном шельфе, четыре вида являются глубоководными рыбами и встречаются на континентальных склонах или в соответствующих местообитаниях у островов.

## Систематика
Род Tetronarce был описан в 1862 году американским ихтиологом Теодором Николасом Гиллом, но обычно он считался подродом Torpedo. В 2013 году бразильский ихтиолог Марсело де Карвалью присвоил Tetronarce статус рода.

## Классификация
В состав рода включают 13 видов:
- Tetronarce californica (Ayres, 1855) — Калифорнийский гнюс
- Tetronarce cowleyi Ebert, Haas & de Carvalho, 2015
- Tetronarce fairchildi (F. W. Hutton, 1872)
- Tetronarce formosa (Haas & Ebert, 2006)
- Tetronarce macneilli (Whitley, 1932)
- Tetronarce microdiscus (Parin & Kotlyar, 1985) — Малодисковый электрический скат
- Tetronarce nobiliana (Bonaparte, 1835) — Чёрный электрический скат, или чёрный гнюс
- Tetronarce occidentalis (Storer, 1843)
- Tetronarce peruana (Chirichigno F., 1963) — Перуанский электрический скат[3]
- Tetronarce puelcha (Lahille, 1926)
- Tetronarce semipelagica (Parin & Kotlyar, 1985) — Насканский электрический скат
- Tetronarce tokionis (S. Tanaka (I), 1908)
- Tetronarce tremens (F. de Buen, 1959) — Чилийский электрический скат